# Scopula episcia
Scopula episcia är en fjärilsart som beskrevs av Edward Meyrick 1888. Scopula episcia ingår i släktet Scopula och familjen mätare. Inga underarter finns listade.